# Artes marciales de Europa
En Europa y Oriente Medio ya existían las artes marciales denominadas artes de la guerra de origen occidental. Los métodos de defensa personal fueron creados por los pueblos nativos de las antiguas civilizaciones durante los famosos imperios de la Antigüedad.

## Historia
Los romanos y los griegos, quienes eran amantes de los deportes ellos mismos desarrollaron sus propios estilo de defensa conocido actualmente como la lucha grecorromana, otras tribus como los vikingos y los germanos también valientes guerreros, desarrollaron sus propios sistemas de lucha con espadas y escudos. Tras la llegada de los árabes y otros grupos semitas originarios de Oriente Próximo a la península ibérica, también dejaron parte su legado de sistema de defensa como el esgrima árabe o lucha de la espada árabe por esos lugares, antes de ser expulsados por los Reyes Católicos de España en el siglo XV. Más adelante con la llegada de películas de acción y artes marciales chinas y japonesas y visitas de reconocidos maestros del Lejano Oriente a Europa, allí surgieron maestros que crearon su propio estilo de defensa personal en cada país del continente. Esto basado en la filosofía de las artes marciales chinas y japonesas principalmente.
Dado que la historia europea ha estado plagada de conflictos armados, se puede inferir que los pueblos sobrevivientes han desarrollado métodos de lucha particularmente efectivos. Sin embargo, la incorporación en la guerra de tecnología moderna a partir de la introducción de la pólvora ha hecho que en la instrucción militar se haga énfasis en la utilización de armas modernas, lo que excede la definición de un arte marcial.
El material original más antiguo escrito e ilustrado sobre las artes marciales europeas que se ha conservado data de los siglos XV y XVI, escrito por maestros de renombre como Hans Talhoffer, Fiore dei Liberi y George Silver. También hay transcripciones de textos más antiguos, como el manuscrito llamado I.33, de fines del siglo XIII.
Ciertas artes marciales han sobrevivido, aunque con muchas transformaciones. Por ejemplo, la esgrima se ha convertido en un deporte. Algunos grupos intentan reconstruir el arte de la esgrima histórica a partir de los manuales de combate conservados, reviviendo estilos de lucha con espada y escudo, con mandoble, justas y otros tipos de combate en refriegas. También se ha intentado recuperar el Pankration griego. Desafortunadamente se presenta la dificultad inherente a registrar por escrito los hechos esenciales de un arte marcial, por lo cual se tratan de cubrir las ambigüedades a partir de técnicas practicadas en la actualidad.
Se siguen practicando activamente otras disciplinas que no utilizan armas como el boxeo inglés, la lucha libre y el savate francés. También se ha mantenido la práctica de artes marciales tradicionales propias de las culturas regionales europeas, como el palo canario. En ciertas circunstancias los deportes modernos presentan características que proceden de artes marciales, aunque sea difícil reconocerlas a simple vista. Por ejemplo, la gimnasia en el potro o caballete procede de la habilidad de un caballero de cambiar de posición y luchar eficientemente al ir montado a caballo. Lo mismo sucede con el lanzamiento de jabalina o de bala. Debe señalarse también la aparición de artes marciales modernas desarrolladas para el uso de las fuerzas armadas y de seguridad, como el Krav magá israelí o el sambo del ejército soviético. Con la difusión en Occidente de las artes marciales de Asia -que no se discuten aquí- se han desarrollado en ciertos casos variantes nacionales de las disciplinas orientales.

## Artes marciales por país

### Albania
- Mundje e lire
- Mundje krahu

### Alemania
- Anti Terror Kampf und Selbstverteidigung
- Atemi combat system
- Budo Akademie Europa
- Bujindo-Kampfkunstschule
- CWS Kickboxing
- Defend Fight Club
- Deutscher Ju-Jutsu Verband
- Deutscher Wun Hop Kuen Do Verband e. V.
- ESDO Schule
- Esgrima germánica
- Fight 24
- Fightclub Bochum
- Fightclub Ludwigsburg
- Fight mentality
- Frontière Respect of the Streets
- Gjogsul
- Kampfkunst
- Kampfkunst Vovinam Viet Vo Dao
- Kampfringen
- Kampfsport
- Kampfsport Vovinam
- Kenjukate Shizen-Ryu Asiadojo
- Krav Maga Street Defence
- Militärischer Nahkampf
- Mil Naka Do
- Nahkampfkunst Sportverein
- Musado
- Nindōkai
- Ringen
- Schwertkampf
- Selbstverteidigung für frauen und mädchen
- Self-Defense and Close-Combat Organization (SACO)
- Steko's Fight Club
- Stockfechten
- Taekido
- Taijutsu Goju Ryu
- Taijutsu Kobu Ryu
- Vovinam Deutschland
- Weapon Defense System
- Wendo selbstverteidigung technik für frauen und mädchen
- Westside Xtreme Wrestling
- Xin Wu Dao Men Sportschule

### Andorra
- Asociación Andorrana de Aikido
- Associació Kyokushinkai Andorra
- Escola d'Aikido Kokoro Dojo
- Gabi Noah IKM Krav magá Andorra
- Kyokushin-Do Arts Marcials

### Austria
- Anti Terror Kampf und Selbstverteidigung
- SAMI Combat Systems
- Seito Boei

### Bélgica
- Artes marciales mixtas (AMM) en Bélgica
- Mastro Defence System

### Bielorrusia
- Artes Marciales Mixtas en Bielorrusia
- Belarusian Fighting Championship
- Boxeo en Bielorrusia
- Bujinkan Belarus
- Esgrima en Bielorrusia
- Judo en Bielorrusia
- Karate en Bielorrusia
- Kickboxing en Bielorrusia
- Lucha Libre en Bielorrusia
- Taekwondo en Bielorrusia
- Tiro con arco en Bielorrusia

### Bulgaria
- Bulkempo
- Krav Maga Sofia

### Croacia
- Final Fight Championship

### Dinamarca
- Allerød Ju-jitsu
- Budo Skolen Zanshin
- Forsvar mod knivstik
- Kampsport
- Selvforsvar for kvinder
- Dai Ki Haku Martial Art

### Escandinavia
- Budo (Arte marcial Vikingo)
- Stav

### España
- Ali Dinar Jiu-Jitsu
- Ali Promotions
- Aluche
- American Mantis Kung Fu España
- Artes marciales españolas
- Bugenki Dojo
- Combate cuerpo a cuerpo no letal
- Copa WOW
- Defcon Mungot
- Defensa personal
- Defensa personal femenina
- Defensa personal operativa
- Defensa personal policial
- Dogfight Wild Tournament
- Dojokai BCN
- El Pollo Ramírez Boxing Club BCN España
- Esgrima en España
- Eskrima de combate
- Espada ropera y daga
- Federación Catalana de Muay Thai y Kickboxing
- Fight Doctrine
- Fu-Shih Kenpō
- Grappling 360 Fight Club
- Grappling policial
- Getafe Fight Club
- IKM Krav magá España
- Jiu-Jitsu Japonés
- Juego de palo
- Kaisendo
- Ken Kyu Kai
- Kempo-Contact
- Kenpo Jutsu Kai
- Keysi
- Ki-Full Katai
- Krav magá Barcelona
- Krav magá FEL España
- Lucha baltu
- Lucha canaria
- Lucha del garrote
- Lucha del tolete canario
- Lucha leonesa
- Makil borroka
- Nordin Workout
- Panantukan Defcon
- Palo canario
- Patada frontal
- Pelea callejera
- Pelea con cuchillo
- Ronin Escuela de Artes Marciales y Defensa Personal
- Sakura Budo Goshin Jutsu
- Shaolin Do Karate
- Shinbukan Dojo Granada
- Sitra achra
- Softcombat
- Systema Barcelona
- Taikojutsu Ryu
- Templum BCN España
- Trisistema entrenamiento Ninja
- Verneda Boxing Club
- Vovinam Viet Vo Dao España
- Werdum Training Center España
- WOW FC: El camino del guerrero
- X-Fit Gym Barcelona
- Yawara-Jitsu
- Yutiger Kickboxing España

### Estonia
- Asociación de Judo de Estonia
- Federación de Karate de Estonia
- Federación de Taekwondo de Estonia
- Federación de Lucha Libre de Estonia
- Federación de Wushu de Estonia

### Finlandia
- Aikido Suomessa
- Cage MMA Finland
- Chikara Judo
- FKA Kendo
- FOC Taekwondo
- Finnish martial arts
- Helsinki Kendo Club KKTI
- Hokutoryu Jujutsu
- Ice Cage Fighting
- Itsepuolustus
- Judo Suomessa
- Kendo Suomessa
- Shukokai Karate Finland
- Slam Wrestling Finland
- Suomen Aikidoliitto
- Suomen ITF Taekwon-Do
- Suomen Judoliitto
- Suomen Taekwondoliitto

### Francia
- Bastón de combate
- Boxe pieds-poings
- Brancaille
- Canne de combat
- Come 4 Blood
- Esgrima francesa
- Francombat
- Fédération Française de Lutte
- Gouren
- Jujitsu Butokukai
- Ju No Michi
- Kalah France
- Kempo Fight
- Kick's Night
- Kinomichi
- Lutte contact
- Lutte traditionnelle corse
- Lutte parisienne
- Nanbudo
- Nihon Tai-Jitsu
- Pankido
- Shintaï-Budo
- Savate
- Shotokan Ryu kase ha
- S.O.G. Close Combat
- Taï-Do
- Tir à l'arc
- Zen Hakko Kaï

### Gibraltar(Reino Unido)
- Gibraltar Shotokan Karate Club

### Grecia
- Boxeo en la Antigua Grecia
- Caestus
- Krav maga Maleh Greece
- Lucha griega
- Ortepale
- Pancracio
- Lucha grecorromana

### Hungría
- Baranta (artes marciales húngaras tradicionales)
- Böllön (lucha tradicional húngara)
- Jakab martial art
- Lovasíjászat (arquero a caballo)
- Magyar vívás (esgrima húngara)
- Önvédelem (defensa personal)

### Imperio romano
- Caestus
- Gladius
- Lucha de gladiadores
- Lucha grecorromana
- Pancracio
- Pugilato

### Irlanda
- Bataireacht
- Coiléar agus Uille
- Dornálaíocht
- Irish Army Boxing
- Irish Athletic Boxing Association
- Irish Collar and Elbow Wrestling
- Irish martial arts
- Irish Stick Fighting
- Irish Whip Wrestling

### Islandia
- Glima (lucha islandesa)

### Italia
- Boxeo en Italia
- Bastone siciliano
- Coltello siciliano
- Esgrima italiana
- Federkombat
- Krav Maga Training
- Kung Fu T'ienshu
- Liu-bo
- Método globale di autodifesa
- Paranza corta
- Paranza lunga
- Roman legionnaire training
- Sa strumpa (lucha sarda)
- Scherma di daga
- Scherma di stiletto siciliano
- Shoot boxing en Italia
- Sicilian knife fighting
- Sicilian stick fighting

### Letonia
- Team Fighting Championship

### Lituania
- Federación Lituana de Karate

### Moldavia
- Taekwondo en Moldavia
- Trântă

### Noruega
- JKA Norway

### PaísesBajos
- Shinbukan Dojo Amsterdam
- Urban Combatives Netherlands

### Polonia
- Combat 56
- Gromda Fight Club
- Kempo Tai Jutsu
- Konfrontacja Sztuk Walki
- Signum Polonicum
- Tsunami Karate
- Wotore

### Portugal
- Esgrima portuguesa
- Jogo do pau
- Luta galhofa
- Pombo (arte marcial portuguesa)

### Reino Unido
- ACIMA Martial Arts Association
- African Warriors Fighting Championship UK
- Badmofo MMA
- BAMMA
- Bare Knuckle Boxing UK
- Bare Knuckle Fighting Championship UK
- Bartitsu
- Boxeo femenino
- Boxing UK
- British fencing
- Cage Warriors
- Catch wrestling
- Cornish Wrestling
- Daitō-ryū Aiki-Jūjutsu UK
- Defendu
- English singlestick
- Insane Championship Wrestling
- Jukoshin Ryu Jiu Jitsu
- Jieishudan
- Kalah UK
- Kalah Wales
- Lanza larga
- Lucha de Cornualles
- Lucha de Cumberland
- Lucha de Lancashire
- Lucha de Westmoreland
- Master Wong
- MMA Academy Liverpool
- Medieval Combat Wales
- Next Generation MMA Liverpool
- Official Bare Knuckle UK
- Progress Wrestling
- Rise Underground
- Scottish Backhold Wrestling
- Scottish Broadsword Fencing
- Scottish Single Stick Fighting
- Shaolin Kung Fu
- Shifu Yan Lei
- Shin-kicking
- Singlestick
- Spirit Combat
- Team Kaobon
- Ultimate Warrior Challenge UK
- Zhuan Shu Kuan Chinese Kickboxing

### República Checa
- Oktagon MMA
- Kalah system CZ
- Valhalla fighting

### Rumania
- FEA Championship
- Fighting Entertainment Association
- Krav Maga Suceava
- Real Xtreme Fighting

### Rusia europea
- Armeyskiy Rukopashnii Boi (ARB)
- Boxeo ruso
- Buza Russkii Rukopashnii Boi
- Combat Sambo
- Combat Sambo Spetsnaz
- Hardcore Fighting Championship
- Hype Fighting Championship
- Izvor arte marcial ruso
- Kurash
- Kulachni Boi
- M-1 Global MMA
- Nashe delo
- Pravda Old School Boxing
- Rage Arena
- Rusky Rukopashnii Boi
- Rukopashnii Boi
- Russian bullshido
- Sambo
- Samoz
- SPAS Buza
- Stenka na Stenku
- Strelka World Street Fight Championship
- Systema
- Systema Kadochnikov
- Systema Spetsnaz
- Systema SV
- Thermopylae Combat Team
- Top Dog Fighting Championship

### San Marino
- Yokkao boxing Europe

### Serbia
- Damnjanovic Fencing System
- Real Aikido
- Svibor
- Systema Serbia

### Suiza
- Combat Helvetia
- ESDO Schule
- Federación Internacional de Artes Marciales Mixtas
- Federación Internacional de Esgrima
- Federación Internacional de Jiu-jitsu
- Kalah System Switzerland
- Schwingen
- Selbstverteidigung für frauen

### Suecia
- Boxing Mates
- Fight Club Rush
- Holmgang
- King of the Streets Underground Fight Club (KOTS)
- Shintai Kempo
- Självförsvar
- Special Kombat System (SKS)
- United World Wrestling

### Turquía
- Fight Club Türkiye
- Güreş
- Karakucak güreşi
- Kiliç
- Kırkpınar
- Pehlivan
- Savaşçının yolu
- Sayokan
- Self Control Kickbox
- Turkish Power Wrestling
- Türkiye Güreş Federasyonu
- Türkiye Kick Boks Federasyonu
- Yağlı güreş

### Ucrania
- Agni Kempo
- Ashihara Karate Ukraine
- Combat Hopak
- Horting
- Mahatch
- Ukrainian Budo Keikokai

### Artes marciales europeas
- Artes marciales históricas europeas (HEMA)
- Buhurt
- Combate histórico medieval
- Esgrima
- Esgrima antigua
- Lucha libre olímpica
- Lucha de brazos